# Hoàng ngọc lan
Hoàng ngọc lan, hay ngọc lan (hoa) vàng, hoàng lan, sứ hoa vàng, danh pháp khoa học: Magnolia champaca, là một loài cây thường xanh thuộc chi Mộc lan, họ Mộc lan, bộ Mộc lan, thường gặp tại các đình, chùa Việt Nam. Loài này trước đây được xếp vào chi Ngọc lan với tên Michelia champaca.

## Mô tả
- Thân có thể cao 25-30 m, đường kính 70-80 cm.
- Hoa màu vàng da cam nhạt, bao hoa gồm khoảng 15-20 cánh hoa dài và dày, mùi thơm dịu.

## Hình ảnh

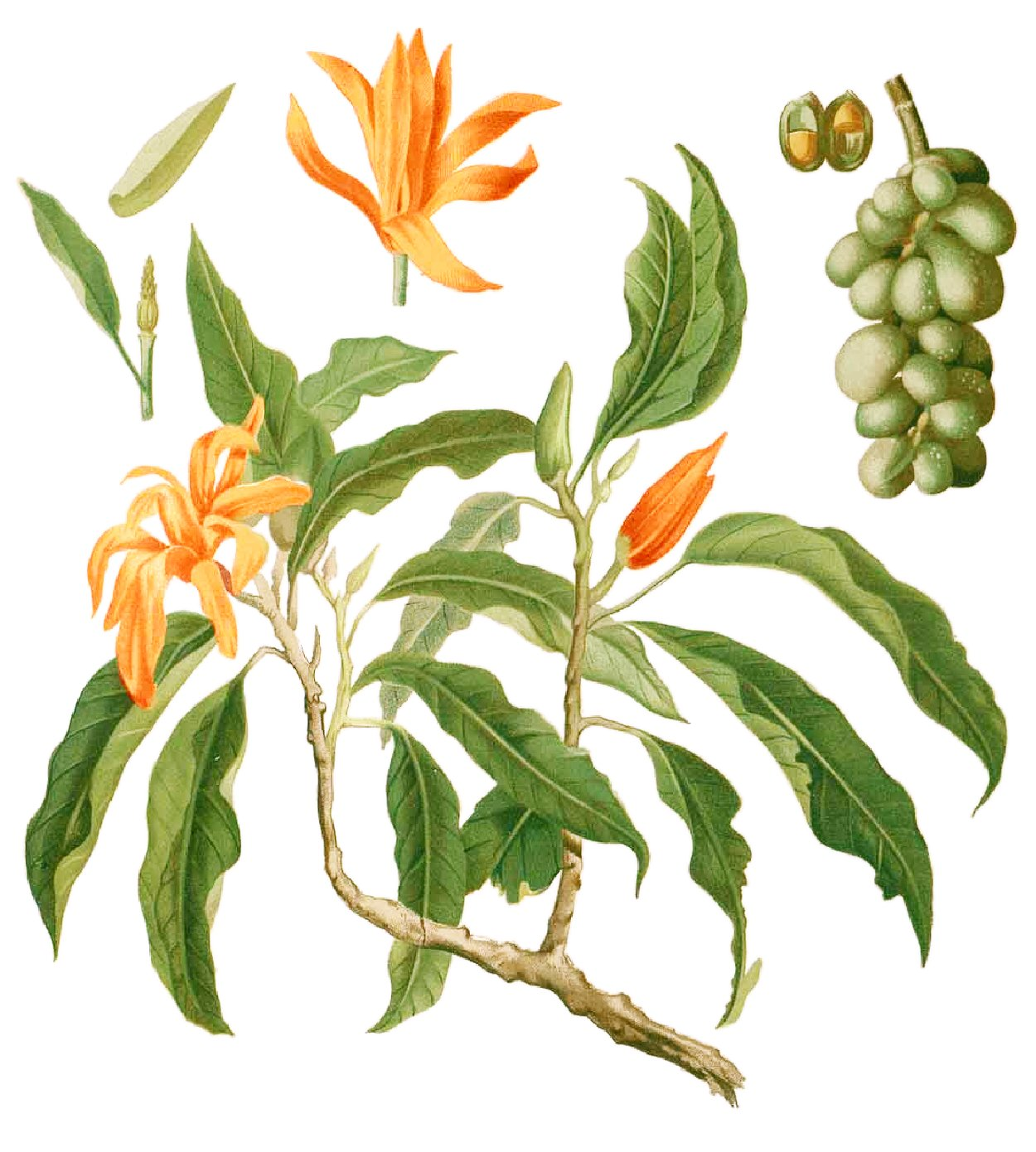
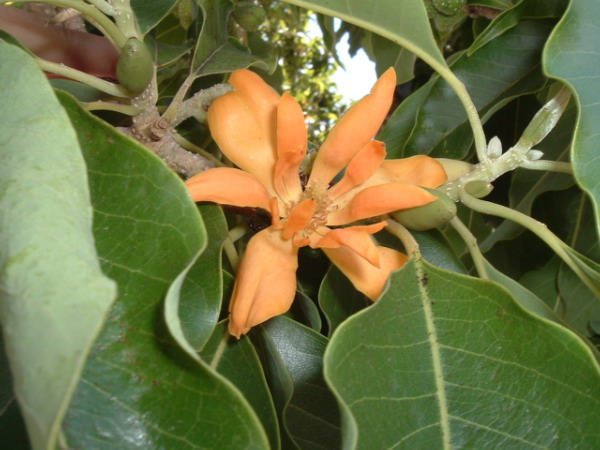
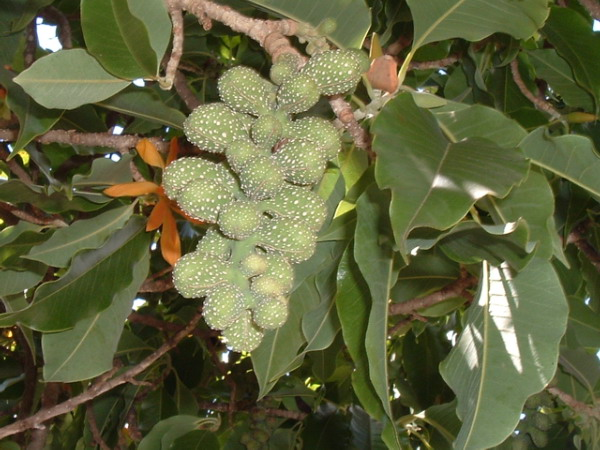
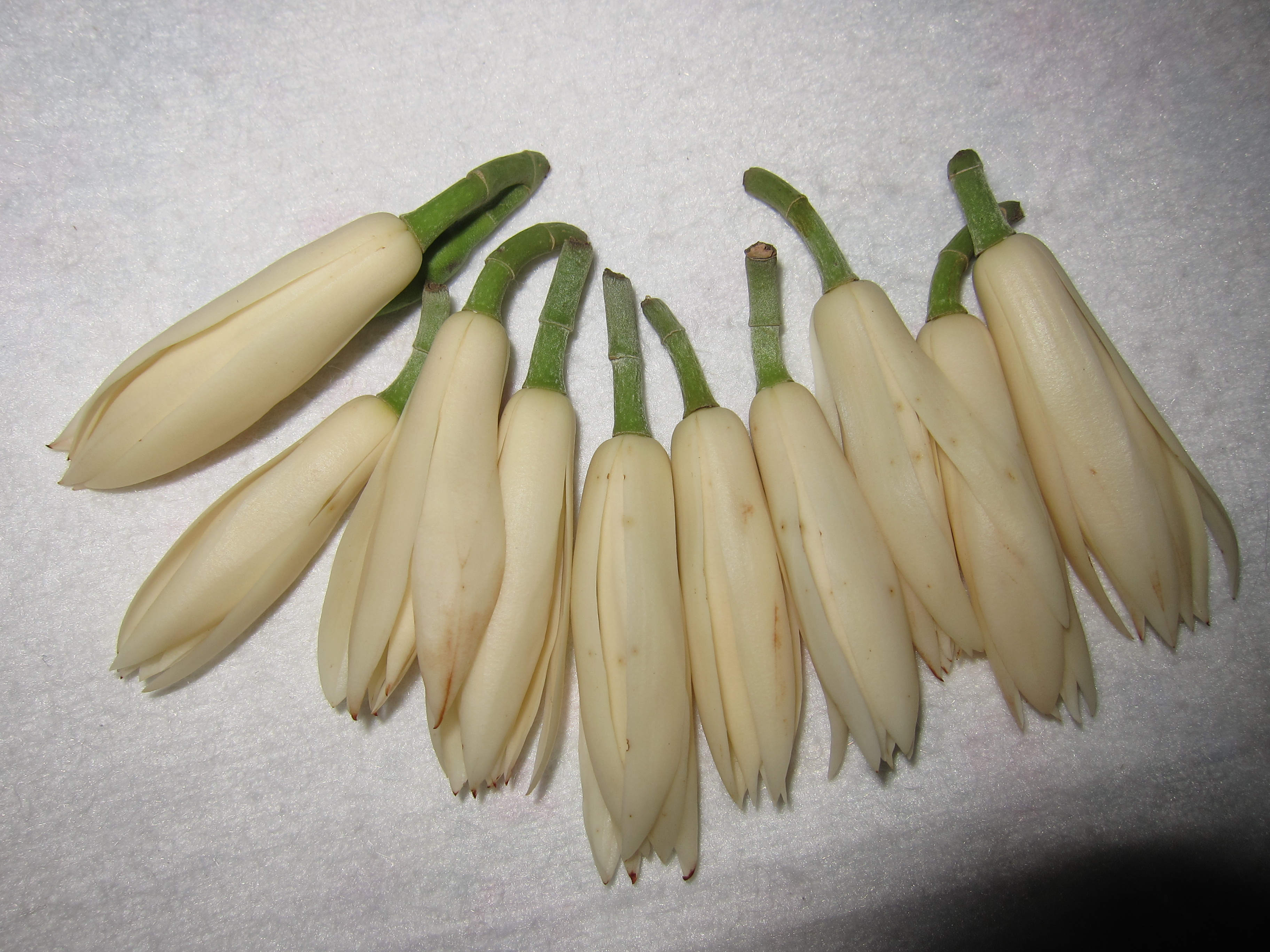

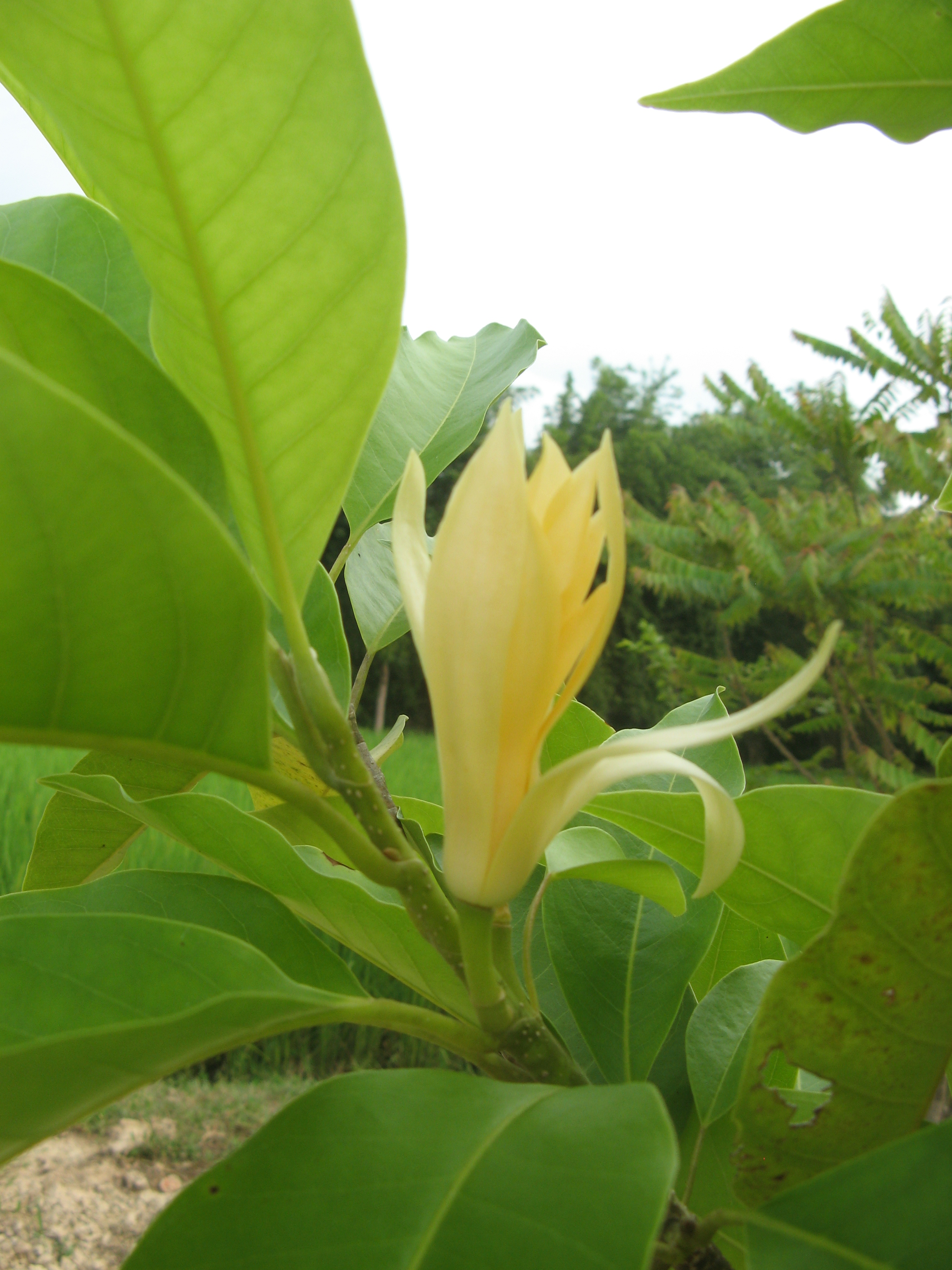
Lá và hoa
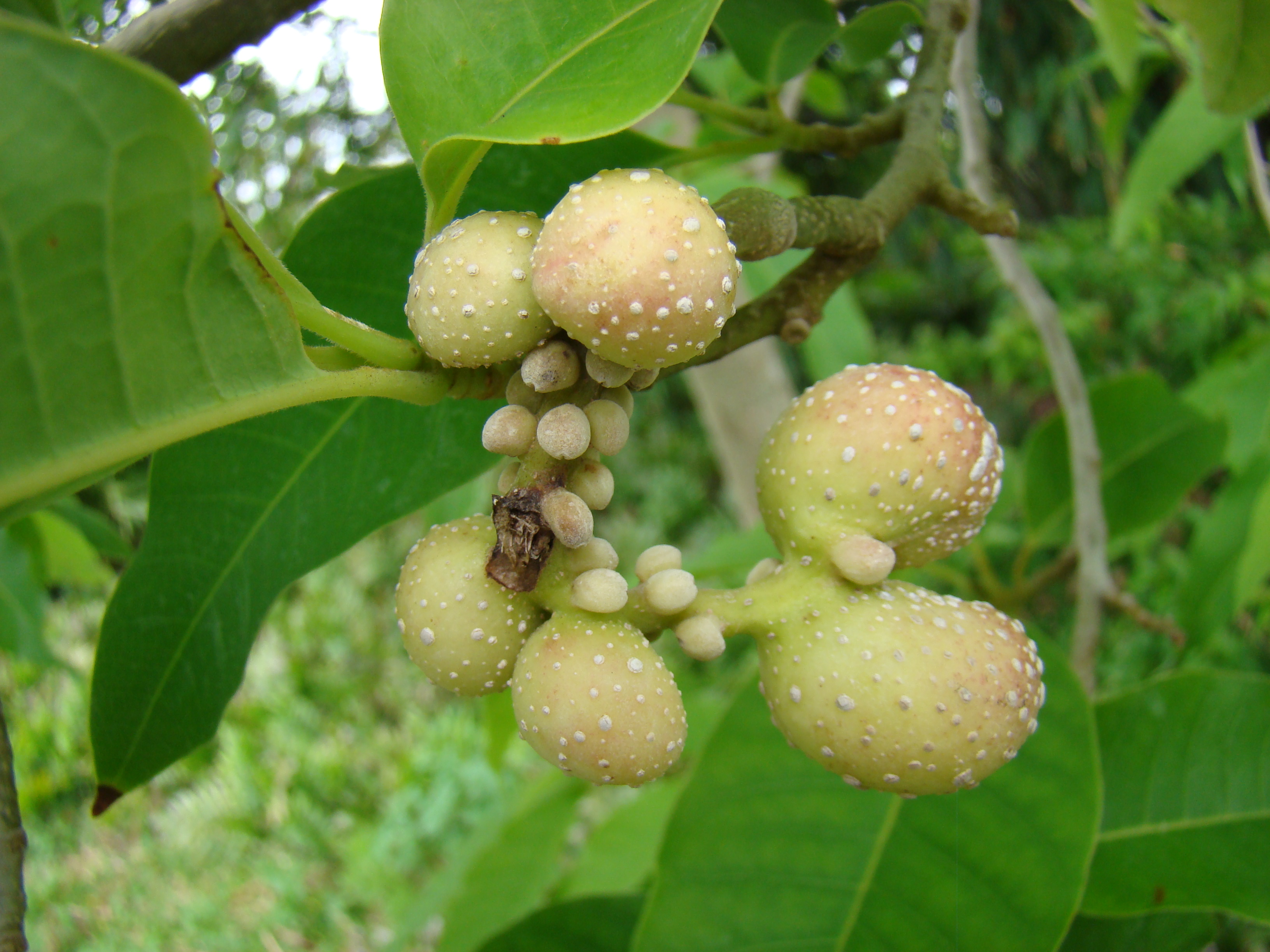
Quả
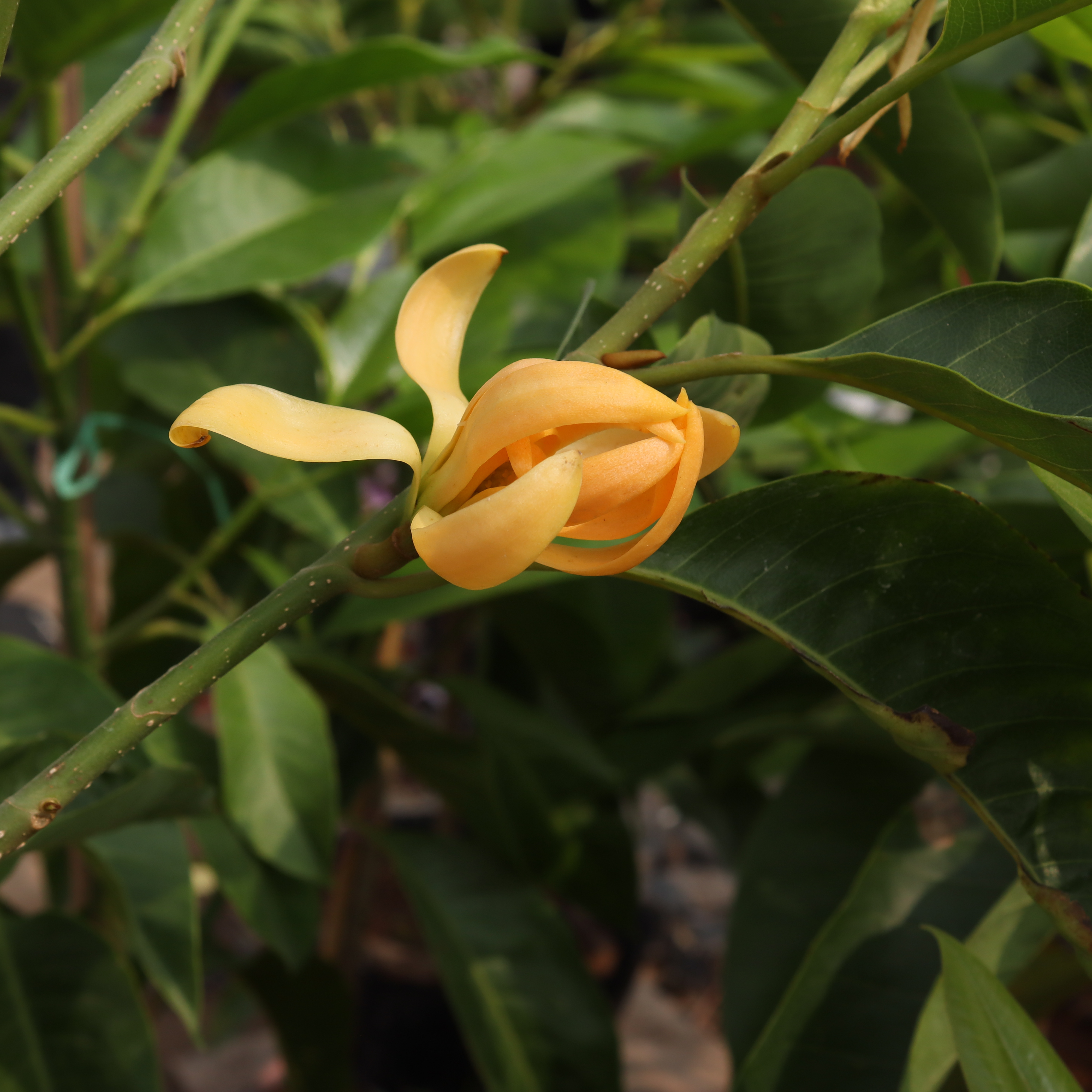
Hoa ngọc lan vàng

## Phân bố
Cây có nguồn gốc từ khu vực sinh thái Indomalaya, bao gồm Nam Á, Đông Nam Á - Đông Dương và miền nam Trung Quốc.
Loài này được tìm thấy trong rừng lá rộng ẩm nhiệt đới và cận nhiệt đới vùng sinh thái, tại độ cao 200–1.600 mét (660–5.250 ft). Nó có nguồn gốc Maldives, Bangladesh, Trung Quốc, Ấn Độ, Indonesia, Malaysia, Myanmar, Nepal, Thái Lan và Việt Nam. Ở Trung Quốc, nó có nguồn gốc từ miền nam Tây Tạng và miền nam và tây nam Vân Nam.